# Sceliomorpha quadridens
Sceliomorpha quadridens är en stekelart som beskrevs av Jean-Jacques Kieffer 1910. Sceliomorpha quadridens ingår i släktet Sceliomorpha och familjen Scelionidae. Inga underarter finns listade i Catalogue of Life.